# Carlo Salvioli
Carlo Salvioli (Venecia, 2 de noviembre de 1848-Mirano, 29 de enero de 1930) fue un ajedrecista italiano jugador de ajedrez y teórico del final del juego, de profesión, notario.

## Biografía
A pesar de ser un jugador fuerte (ganó el torneo nacional en 1881 en Milán, convirtiéndose de manera no oficial en campeón italiano), es más conocido como el autor del libro Teoria e pratica del giuoco degli scacchi (Teoría y práctica del juego de ajedrez), el primer volumen publicado en Venecia por la tipografía Ferrari, en 1885. Fue el primer libro italiano con un tratamiento sistemático de las aperturas y de otras fases del juego. Tuvo ampliaciones generalizadas y diversas reimpresiones.
Dedicó el primer volumen a su amigo Cyril Bexley Vansittart (un inglés que vivía en Roma desde 1860), que fue la principal inspiración para este trabajo, y también en sus días como ajedrecista. En el prefacio escribió:

Un beneficio para todos los que quieren progresar en este juego sin el uso de libros en alemán, inglés o francés, era necesario un nuevo y completo tratado. Un tratado que he leído, útil y agradable, acerca de los jugadores experimentados para los principiantes.

El segundo volumen, dedicado a la apertura semiabierta, la apertura de dama y la apertura irregular, fue editado en 1886. El tercer volumen, dedicado al juego final, fue editado en 1888.
Posteriormente, editó los libros Nuova rivista degli scacchi y Manuale teorico-pratico del giuoco degli scacchi, que terminó en 1899. El manual fue revisado posteriormente y publicado en 1913 por el editor Giusti di Livorno, con el título Il giuoco degli scacchi di Gioachino Greco detto il Calabrese.
En 1928 , cuando tenía ya más de ochenta años, publicó con el editor Ammanati di Finence (Florencia) La difesa indiana (La defensa india) y Le varie difese del Nero in risposta a 1.e4-e5 (Las diferentes defensas de Negras en respuesta a 1.e4 e5). En 1929, con la misma editorial, I giuochi irregolari, y en 1930 La partita del pedone di donna.
Asimismo, escribió en las columnas de las revistas Gazzetta litteraria de Turín y La Gazzetta del popolu della Domenica, de Venecia.
Salvioli fue también un compositor de estudios de primer orden. Publicó cerca de 60 estudios, muchos de los cuales recibieron varios premios.
El Círculo de ajedrez Carlo Salvioli, en Venecia, fundado en 1920, está dedicado a su memoria.
Salvioli fue un aficionado a la música clásica y pianista.

## Torneos
Salvioli sólo participó en tres torneos de importancia:
- Tercer torneo nacional, Milán 1881. Venció con una puntuación de 11/16, por delante de Fermo Zannoni (10 ½), Gustavo Maluta (10) y Eduardo Crespi (9). Fue el primer torneo italiano en el que se aplicaron las normas internacionales.[3] En este torneo se jugó por primera vez en competición oficial la apertura «Salvioli - Cavallotti», que ideó en 1872 Serafino Dubois,  y que posteriormente fue denominada Contragambito Albin: 1.d4 d5 2.c4 e5

- Cuarto torneo nacional, Venecia 1883. Terminó tercero con 9/16, por detrás de Zannoni, vencedor del torneo, y Giacomo Zon. Salvioli fue el principal organizador de este torneo, escribiendo sobre el mismo la obra Il quarto torneo scacchistico italiano nazionale in Venezia (Ferrari, Venecia 1884).

- Quinto torneo nacional, Roma 1886 . Nueva victoria para Zannoni, con 9/16. Salvioli terminó cuarto por detrás de romano Filippo Cantoni y Bartolomeo Forligo. Salvioli escribió otro libro sobre este torneo, publicado por Ferrari en 1887.

## Obras
- Il quarto torneo scacchistico italiano nazionale in Venezia, Ed. Ferrari alla Porta, Venecia, 1884
- Il quinto torneo scacchistico nazionale, Roma 1886, Ed. Ferrari, Kirchmayr y Scozzi, Venecia, 1887
- Trattato completo dei finali di partita, con 500 diagrammi e piu di mille esempi, Ed. Ferrari, Kirchmayr y Scozzi, Venecia, 1888
- Teoria e pratica del giuoco degli scacchi, Ed. Ferrari alla Porta, Venecia 1885–1888 (3 volúmenes)
- L'ultima teoria e pratica del giuoco degli scacchi, Ed. Ferrari alla Porta, Venecia 1900
- Manuale teorico-pratico del giuoco degli scacchi per principianti, "Nuova Rivista Degli Scacchi", Ed. Giuseppe Meucci, Livorno 1899
- Il giuoco degli scacchi di Gioacchino Greco detto il Calabrese, Ed. La nuova Italia, Giusti, Florencia 1961
- La partita d'oggi, suplemento en Ultima teoria e pratica del giuoco degli scacchi, Ed. Ammannati, Florencia 1928 (completada en 1932 por Giuseppe Stalda)